# Lijst van bisschoppen van Avezzano
Hieronder volgt een lijst van bisschoppen van Marsi en Avezzano.
Het bisdom Avezzano heette tot 1986 bisdom Marsi.

## Bisschoppen van Marsi
- 46: Marco Galileo
- 237: Heilige Rufino Martire
- 237: Heilige Eutichius
- 337: Heilige Elpidio
- 551–555: Johannes I
- 649: Luminoso
- 853: Leodrisio
- 962–968: Rottario
- 968–?: Alberico Figlio di Berardo
- 994–1032: Quinigi
- 1032–1071?: Pandolfo
- 1078: Luminoso
- 1096: Andrea
- 1097–1113: Siginulfo
- 1113–1130: Heilige Berardo
- 1147–1151: Benedictus I
- 1153–1156: Berardo
- 1156: Benedictus II
- 1170: Johannes van Segni
- 1179: Zaccharias
- 1188: Eliano
- 1192: Thomas I
- 1195: Ingeamo
- 1209: Thomas
- 1210: Anselm
- 1213: Berardo
- 1219: Thomas
- 1221–1223: Berardo
- 1230: Johannes
- 1236–1254: Odorisio (Nicola)
- 1254: Cesario
- 1254–1270: Nicola
- 1270–1275: Stefan, of Silvester
- 1295: Giacomo
- 1295–1326: Giacomo de Busce
- 1327–1336: Pietro Ferri  (ook bisschop van Anagni)
- 1336–1348: Tommaso
- 1348–1349: Tommaso
- 1348–1353: Bartolomeo
- 1353–1363: Tommaso Pucci
- 1363–1364: Giacomo De Militibus  (ook aartsbisschop van Arezzo)
- 1365–?: Berardo
- 1380–1383: Pietro Albertini
- 1384–1385: Giacomo Romano
- 1385–1398: Gentile  (ook bisschop van Nicastro)
- 1398–1418: Filippo  (ook bisschop van Pozzuoli)
- 1418–1419: Salvato Maccafani
- 1420–1430: Tommaso
- 1430–1446: Saba de Cartoni
- 1446–1470: Angelo Maccafani
- 1470–1471: Francesco Maccafani
- 1472–1477: Ludovico Sienese
- 1481–1511: Gabriele Maccafani
- 1511–1530: Giacomo Maccafani
- 1530–1533: Giovanni Dionisio Maccafani
- 1534–1546: Kardinaal Marcello Crescenzi (Avezzano)
- 1546–1548: Francesco Micheli  (ook bisschop van Casale Monferrato)
- 1548–1562: Nicola De Virgiliis
- 1562–1578: Matteo Colli
- 1578–1596: Bartolomeo Peretti
- 1596–1628: Ballione Corrado
- 1628–1629: Muzio Colonna
- 1630–1632: Giambattista Milanese
- 1632–1647: Lorenzo Massimi
- 1648–1649: Giovanni Paolo Caccia
- 1650–1664: Ascanio De Gasperis
- 1664–1680: Diego Petra (ook bisschop van Sorrento)
- 1680–1718: Francesco Berardino Corradini
- 1719–1724: Muzio De Vecchis
- 1724–1730: Giacinto Dragonetti
- 1731–1741: Giuseppe Barone
- 1741–1760: Domenico Brizzii
- 1761–1766: Benedetto Mattei
- 1777–1791: Francesco Vincenzo Laiezza
- 1797–1803: Giuseppe Bolognese
- 1805–1818: Giovanni Camillo Rossi  (ook bisschop van San Severo)
- 1819–1823: Saverio Durini  (ook bisschop van Aversa)
- 1824–1840: Giuseppe Segna
- 1843–1863: Michelangelo Sorrentino
  - 1863–1871: Giovanni Ricciotti  (Vicarius Capitularis)
- 1872–1884: Federico Di Giacomo
- 1885–1896: Enrico De Dominicis  (ook aartsbisschop van Amalfi)
- 1896–1903: Marino Russo
  - 1903–1904: Luigi Colantoni  (Vicarius Capitularis)
- 1904–1909: Francesco Giacci
- 1910: Nicola Cola  (tevens bisschop van Nocera Umbra)
- 1911–1945: Pio Marcello Bagnoli, O.C.D.
- 1945–1973: Domenico Valerii
- 1973–1977: Vittorio Ottaviani

## Bisschoppen van Avezzano
- 1977–1990: Biagio Vittorio Terrinoni, O.F.M. Cap.
- 1990–1998: Armando Dini, vervolgens aartsbisschop van Campobasso-Boiano)
- 1999–2006: Lucio Angelo Renna, O. Carm.
- 2007–heden: Pietro Santoro